# Цапун Раїса Володимирівна
Раїса Володимирівна Цапун (2 вересня 1960, с. Будичани, Чуднівський р-н, Житомирська обл.) — педагог, фольклорист, етнограф, збирачка та виконавиця українського пісенного фольклору, автор публікацій із традиційної культури України

## Життєпис
Закінчила Дубенське культурно-освітнє училище (1980), Рівненський державний інститут культури (1985). Викладач музичних дисциплін у Рівненському державному інституті культури (1985-1999). Із 1999 по 2004 – старший викладач, а з 2003 – доцент кафедри музичного фольклору Інституту мистецтв Рівненського державного гуманітарного університету. У 2007 присвоєно вчене звання доцента.
Створила разом з Іваном Сінельниковим фольклорний ансамбль «Джерело» (1986), метою якого є дослідження, реконструкція та відтворення  музичного фольклору Рівненського та Житомирського Полісся.
Організувала фольклорний гурт «Маланка» (1989), що вивчає та популяризує народну творчість Поділля та Прикарпаття. 
Художній керівник та учасниця народного аматорського тріо «Ярина» Рівненського міського Будинку культури (2017).

## Творчі досягнення
Учасниця міжнародних фестивалів та конкурсів у Росії (1985, 1988, 2006, 2012),  Італії (1990), Польщі (1996, 1997, 2000, 2003), Білорусі (2000) та Франції (2001). 
Учасниця творчих звітів майстрів мистецтв і художніх колективів Рівненщини у Національному палаці «Україна» (1983, 1999, 2001).
Ведуча на Міжнародних та Всеукраїнських фестивалях фольклору «Древлянські джерела» (1988), «Коляда» (2007-2008), «Різдвяні піснеспіви» (2006-2018).
Член журі Всеукраїнського конкурсу автентичного солоспіву «Животоки» в рамках Міжнародного свята літератури і мистецтва «Лесині джерела» (Новоград-Волинський, 2005-2007, 2009, 2012, 2013, 2015, 2016).
Упродовж 1995-2010 брала участь у літературно-мистецьких програмах Рівненської обласної державної телерадіокомпанії «Перевесло», «Витоки», в програмах музичного циклу «З невичерпної криниці», молодіжної хвилі «Радіокрай».
Популяризує та відроджує українське традиційне вишивання із застосуванням регіональних особливостей.
1999 у Рівненському обласному краєзнавчому музеї організовано персональну виставку художньої вишивки «З любов’ю в серці» на основі унікальних фрагментів народного костюму, рушників та предметів сімейно-побутової обрядовості кінця XIX – пер. пол. XX ст. с. Будичани Чуднівського району Житомирської області.
Переможець конкурсу вишивки «Мамина вишиванка» в номінації «Сучасне вбрання в народному стилі» (Рівне, 2008), учасниця виставок «Вишитий Тарас» (Рівне, 2010), «Золоте сузір’я» (Рівне, 2010), виставки стародавніх рушників пер. пол. XX ст. с. Будичани  Чуднівського району Житомирської області (Рівне, 2014).
Лауреат республіканського радіо конкурсу «Нові імена» (Київ, 1989), XXIV Всеукраїнського фестивалю сучасної естрадної пісні «Пісенний вернісаж» (Київ, 2011).
Майстер сучасного декоративно-прикладного мистецтва (1999).
Переможець міського рейтингу популярності «Жінка року-2004» та «Жінка року-2011» у номінації «Жінки – працівники культури, творчих професій». 
Член  Наукового товариства ім. Т. Г. Шевченка (2004), Всеукраїнської спілки краєзнавців (2006), Національної всеукраїнської музичної спілки України (2007).
У 2006 за багаторічну співпрацю з Рівненським краєзнавчим музеєм та з нагоди його 100-річчя присвоєно звання «Почесний музейник».
Відзначена премією ім. Василя Павлюка у галузі народного мистецтва (Рівне, 2016).
Проводить дослідницьку роботу, що пов’язана з двома напрямами її науково-практичних зацікавлень – фольклорним виконавством і музично-етнографічним дослідженням території Житомирського та Рівненського Полісся. Здійснила 40 фольклорних експедицій, записала 1500 народнопісенних творів. Брала участь в історико-етнографічних експедиціях з урятування культурної спадщини Чорнобильського Полісся в рамках програм Державного наукового центру захисту культурної спадщини від техногенних катастроф (Володимирецький, Зарічненський, Дубровицький, Ємільчинський райони, 2009-2011). На основі записаного матеріалу опубліковано статті у наукових збірниках.

## Публікації
1. Будичани. Традиційна спадщина. Чуднівський район Житомирської області / записи, транскрипції та впорядкування Р. В. Цапун. – Рівне :  Перспектива, 2007. – 100 с.; кольор. іл.
2. Весілля у Сварицевичах: Етнографічний опис із народних уст / запис, транскрипції та впорядкування  Р. В. Цапун. – Рівне : Перспектива, 2005. – 100  с.
3. Мелодії древнього Нобеля: Науково-популярне видання (з грифом МОНУ) / записи, транскрипції та впорядкування Р. В. Цапун. – Рівне : Перспектива, 2003. – 128 с.
4. Народні обряди з репертуару гурту «Джерело»: навч.-метод. посіб. для студ. вузів зі спец. «Музичне мистецтво» // Запис (частково), нотні транскрипції (частково) та впоряд. Р.В. Цапун. – Рівне: Перспектива, 2003. – 124 с.
5. Сербинівське весілля / запис, транскрипції та впорядкування Р. В. Цапун. – Рівне : Перспектива, 2004. – 134 с.
6. Співає «Джерело»: репертуарний збірник з традиційного гуртового та сольного співу для студентів спеціалізації «Фольклор та народний спів» // Впорядкування Р.В. Цапун. – Рівне: РДІК, 1997. – 104 с.